# Józef Łoski

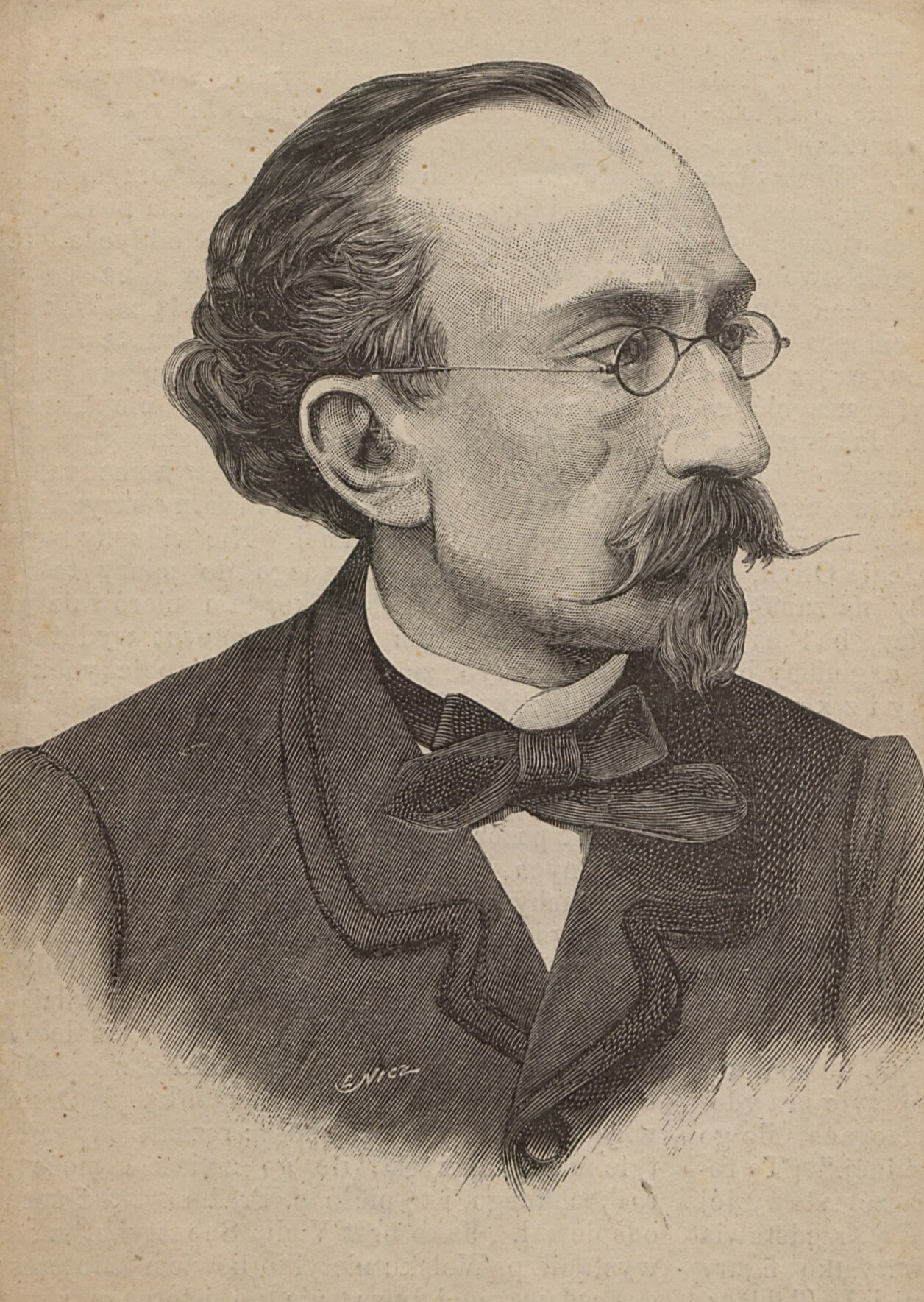
Józef Łoski, 1885 r.

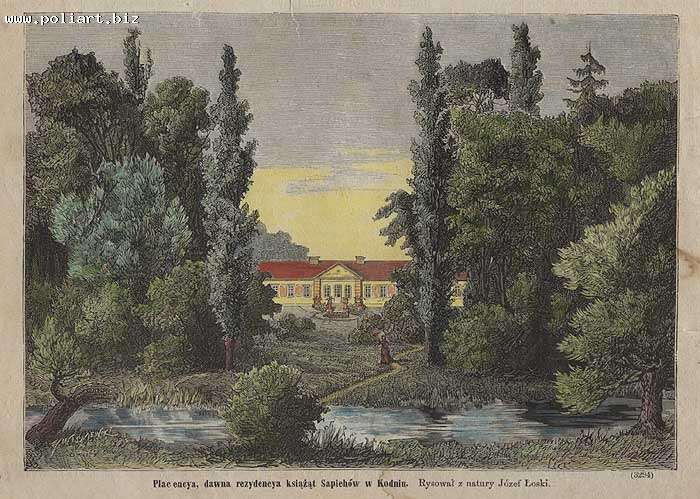
Jedna z grafik J. Łoskiego – pałac Placencja w Kodniu

Józef Łoski (ur. 16 stycznia 1827 w Kostomłotach nad Bugiem, zm. 13 stycznia 1885 w Warszawie) – polski historyk, wydawca i rysownik. Autor sztychów i fotografii. Ziemianin, osiadły w Kostomłotach, rysował, fotografował i opisywał północną Lubelszczyznę. Współpracował z pismem "Kłosy" i "Gazetą Warszawską". Prowadził też badania archeologiczne w okolicach Kostomłotów, Dołhobrodu i Kodnia. Wyniki swoich prac opublikował w 1876 w "Wiadomościach Archeologicznych" pod tytułem "Brzegi Buga. Groby pogańskie w Kostomłotach". W 1883 wydał książkę historyczną "Jan Sobieski, jego rodzina, towarzysze broni i współczesne zabytki".